# Jean-Pierre Grédy
Jean-Pierre Grédy   (Alexandria, 16 d'agost de 1920 - 14è districte de París, 25 de gener de 2022) va ser un autor dramàtic francès.
Va escriure amb Pierre Barillet una trentena d'obres de teatre del gènere de bulevard, on es compten els més grans èxits teatrals.

## Obra dramàtica
(en col·laboració de Pierre Barillet)
- 1948. Le Don d'Adèle
- 1950. Ami-ami
- 1952. Le Bon Débarras
- 1952. La Reine blanche
- 1955. L'Or et la paille
- 1955. La Plume
- 1958. Les Choutes
- 1958. Le Chinois
- 1960. Le Grand Alfred
- 1963. Fleur de cactus
- 1966. Quarante carats
- 1966. Quatre pièces sur un jardin
- 1971. Folle Amanda
- 1972. Une rose au petit déjeuner
- 1974. Peau de vache
- 1980. Potiche
- 1984. Lily et Lily
- 1985. Le Big Love
- 1990. Magic palace
- 1990. Laetita
- 1991. L'Ombre de Stella
- 1994. Le Peignoir rouge